# Stanley Marathon
Stanley Marathon – bieg maratoński odbywający się co roku od 2005 r. w Stanley na Falklandach.
Jest to najdalej położony na południe certyfikowany przez AIMS maraton na świecie. Na arenie międzynarodowej otrzymał akredytację w 2006 r. Trasa maratonu jest bardzo trudna ze względu na zmienną pogodę i silne wiatry.
W maratonie biorą udział około 50 lokalnych i międzynarodowych biegaczy, którzy biegną wokół zabytkowej stolicy Stanley przez zapętlenie się na Port Stanley Airport. Strome zjazdy, oszałamiające krajobrazy i bogactwo przyrody sprawiają, że Stanley Marathon jest ekskluzywnym maratonem międzynarodowym.